# Amedeo Ambron
Amedeo Ambron (ur. 23 stycznia 1939 w Benewencie) – włoski piłkarz wodny, złoty medalista olimpijski z Rzymu.
Zawody w 1960 były jego jedynymi igrzyskami olimpijskimi, wspólnie z kolegami został mistrzem olimpijskim. W turnieju zagrał w jednym meczu (z Japonią) i zdobył jedną bramkę. Był wówczas zawodnikiem Gruppo Sportivo Fiamme Oro (klubu podlegającego ministerstwu spraw wewnętrznych).